# Logorske viesti
Logorske viesti je bio hrvatski emigrantski list.
Izlazila je u izbjegličkom logoru u Fermu od 1945.
Uz ime ovog lista je vezano ime vlč. Viktora Vincensa.

## Vanjske poveznice i izvori
- Bibliografija Hrvatske revije[neaktivna poveznica] Josip Borošak: Svećenik Viktor Vincens : in memoriam